# Dominique (série télévisée)
Pour les articles homonymes, voir Dominique.
Dominique est une série télévisée québécoise en 67 épisodes de 25 minutes scénarisée par Réal Giguère et Claude Jasmin, diffusée du 12 septembre 1977 au 28 mai 1979 sur le réseau TVA.
En France, elle a été diffusée à partir du 6 janvier 1992 sur La Cinq.

## Synopsis
Dominique Dupuis est une mère monoparentale, dont le mari est décédé, et qui a dû élevé seule ses deux enfants. Les enfants s'appellent Pierre-Luc Dupuis (Vincent Bilodeau) et Geneviève Dupuis (Mireille Daoust). Pierre-Luc critique souvent les "chums" de sa sœur, ce qui irrite celle-ci, mais les deux enfants s'entendent bien. Dominique est une mère sévère, mais compréhensive.
Julie (Danielle Ouimet) est une amie de Dominique. À chaque fois qu'elle rencontre un bel homme, Julie en tombe amoureuse.
Un jour, Geneviève annonce à sa mère qu'elle épouse John (Robert Parson), un Anglais. Sur le coup, c'est un choc pour Dominique, mais peu à peu elle en vient à accepter ce mariage. Quand Julie apprend la nouvelle, elle demande à Geneviève qu'au mariage, cette dernière lance le bouquet dans sa direction. En s'assurant d'attraper le bouquet, Julie est certaine qu'elle sera la prochaine à se marier. Lors du mariage, c'est toutefois Dominique qui attrape le bouquet...

## Fiche technique
- Scénarisation : Réal Giguère, Claude Jasmin
- Réalisation : Claude Colbert, Michel Petit et Pierre Ste-Marie
- Société de production : Télé-Métropole

## Distribution
- Dominique Michel : Dominique Dupuis
- Vincent Bilodeau : Pierre-Luc Dupuis
- Mireille Daoust : Geneviève Dupuis
- Jacques Thisdale : Jean-Paul Vanier
- Émile Genest : Raoul Dupuis
- Olivette Thibault : Blanche Dupuis
- Gaétan Labrèche : Gaspard Lorion
- Mario Lirette : Laurent Vanier
- Danielle Ouimet : Julie Marelle
- Yves Fortin : Robert Crépeau
- Marie Fresnières : Lucienne Tanguay
- Françoise Lemieux : Carmen Lamothe
- Roger Garand : Hector Vanier
- Chantal Perrier : Étudiante
- France Castel
- Jean-Pierre Cartier
- François Tassé
- Philippe Robert
- Serge Lasalle
- Léo Ilial
- Véronique Béliveau
- Roger Garceau
- Georges Carrère
- Denis Larue
- Gilbert Comtois